# Награда „Дуга”
Награда „Дуга” представља награду која се додељује за допринос борби против хомофобије и трансфобије и заштити и унапређењу људских права ЛГБТ+ особа у Србији. Установила ју је Геј стрејт алијанса 2013. године и додељује се 17. маја поводом Међународног дана борбе против хомофобије и трансфобије.
Награда носи овај назив јер је дуга, као и застава дугиних боја, симбол ЛГБТ+ покрета и борбе за равноправност ЛГБТ+ особа широм света. Дуга, такође, симболизује наду и јединство различитости.
Номинација за награду се врши путем јавно објављеног конкурса, а награда се додељује на основу пристиглих номинација. О награди одлучује посебан жири чији се састав делимично или у потпуности мења сваке године и кога чине успешни појединци/ке из разних области, добитник/ца претходне награде „Дуга”, активисти и активисткиње Геј стрејт алијансе, али и активисти и активисткиње других организација које се баве правима ЛГБТ+ особа.

## Добитници
| година     | добитник |
| ---------- | --- |
| 2012/2013. | Одељење за организацију, превенцију и рад полиције у заједници Управе полиције Министарства унутрашњих послова |
| 2013/2014. | Тања Мишчевић                                                                                                  |
| 2014/2015. | Јадранка Јоксимовић                                                                                            |
| 2015/2016. | Александар Стојменовић                                                                                         |
| 2016/2017. | Ана Брнабић |
| 2017/2018. | Ирена Мишовић                                                                                                  |
| 2018/2019. | Ауторско-продуцентски тим серије „Јутро ће променити све”                                                      |
| 2019/2020. | Милош Тимотијевић                                                                                              |